# 川本嘉子
川本 嘉子（かわもと よしこ、1966年7月20日 - ）は、日本のヴィオリスト。

## 経歴
愛知県名古屋市出身。両親が手に職をつけさせたいということで、3歳より才能教育研究会にてヴァイオリンを始める。小学生になると近所の教室でピアノも習うようになったが、忙しくなり、ピアノにはあまり打ち込まなかった。進路を考える時期になり、音楽を目指すことにした。
桐朋学園大学音楽学部附属子供のための音楽教室、桐朋女子高等学校音楽科を経て、ヴァイオリン専攻で桐朋学園大学に入学。ヴァイオリンを江藤俊哉、室内楽を原田幸一郎に師事。
1991年東京都交響楽団への入団をきっかけに、ヴィオラに転向。1999年より2002年の退団まで首席ヴィオラ奏者を務めた。1998年から京都アルティ弦楽四重奏団、2001年からAOIレジデンス・クヮルテットのメンバー。アメリカのマールボロ音楽祭、〈東京の夏〉音楽祭、霧島国際音楽祭などに参加。サイトウ・キネン・オーケストラ、水戸室内管弦楽団メンバー。東京芸術大学弦楽器科非常勤講師。
2013年4月から東京音楽大学指揮科で広上淳一に指揮法を師事。

## 受賞歴
- 1989年 第6回東京国際コンクール 室内楽部門 優勝、アサヒビール賞、斎藤秀雄賞 受賞（イグレック・クァルテットで受賞）
- 1992年 ジュネーヴ国際音楽コンクール ヴィオラ部門 第2位（1位なし）
- 1996年 村松賞 受賞
- 1997年 第7回新日鉄音楽賞、フレッシュアーティスト賞 受賞
- 2015年 東燃ゼネラル音楽賞奨励賞受賞